# Горинецький район
Горинецький район — колишній район Львівської області, запланований 10 січня 1940 року рішенням політбюро ЦК КП(б)У, утворений 17 січня 1940 зі східної частини Любачівського повіту. Центром району стало село Горинець.
У січні 1940 р. постановою Політбюро ЦК ВКП(б) було визначено 800-метрову смугу уздовж західної та південно-західної дільниці державного кордону СРСР. На виконання цієї постанови РНК України 3 квітня 1940 р. своєю ухвалою конкретизувала заходи, які необхідно було здійснити у вказаній смузі. У прикордонній смузі виселенню підлягали села Воля Велика, Лівча, Старі Гораї, Хлівисько разом з багатьма присілками та урочищами Горинецького району. Для цих переселенців за місце постійного проживання були визначені колонії в Аккерманській (Ізмаїльській) області (Кацбах, Клястиця, Малий Ярослав, Амара, Ановна, Фуратова, Березина, Париж, Бородіно, Лунга, Круджика та ін.).
Станом на 1941 рік площа району становила 300 км², де проживало 22 127 мешканців.
У жовтні 1944 року територія району передана Польщі.